# Джон Пертві
Джон Дейвон Роланд Пертві, відоміший як Джон Пертві (7 липня 1919 року — 20 травня 1996) — англійський актор, найбільшу популярність йому принесла роль Третього Доктора у науково-фантастичний телесеріалі BBC Доктор Хто. Він також брав участь у телепередачі Детективний роман між 1974 і 1978 рр. на каналі «Темза-ТВ». У 1980-х він озвучував героя мультсеріалу «СуперТед», а в 1985 році він виконав головну роль у фільмі «Чи знаєте ви Чумацький Шлях?».

## Життєпис

### Ранні роки
Народився Джон Пертві у Лондоні в сім'ї гугенотів. Його батьком був театральний сценарист і актор Роланд Пертві. Освіту Пертві здобував у Фернгемській школі у графстві Суррей, і в деяких інших школах, з яких він був вигнаний. Після школи, він пішов до Королівської Академії Театрального Мистецтва, з якого він був також вигнаний після того, як він написав грубі слова в туалеті.
Пертві був офіцером Британського флоту. Він служив під час Другої Світової Війни. На флоті йому зробили татуювання, яке іноді було помітне, коли він грав у Докторі Хто.

### Особисте життя
Пертві був одружений двічі. Вперше із Джиною Марш, їхній шлюб тривав протягом 1955–1960 років. Вдруге — з Ігеборг Роса. З нею він побрався у 1960 році. Разом вони прожили до його смерті, у них є двоє дітей — Шон і Деріел.

### Смерть
До останнього дня Джон Пертві займався озвученням. Смерть настала 20 травня 1996 року у Коннектикуті, США. Згідно із його останньою волею, його кремували та поховали у Лондоні на цвинтарі цвинтарі Патні-Вейл.
Пертві помер лише за кілька днів до британської прем'єри повнометражної стрічки «Доктор Хто», тому у прокат в Великій Британії фільм вийшов із присвятою Джону Пертві.

## Кар'єра

### Початок
Після війни він почав кар'єру комедійного актора, виконуючи роль щасливого листоноші у радіопостановці BBC «Поштар». Дебют на театральній сцені відбувся у 1963 році у п'єсі «Що сталося по дорозі до суду», а через три роки йому дісталась роль у кіноверсії цього спектаклю у 1966 році. Першу популярність йому принесла роль у серії комедійних фільмів «Carry On», у яких він знімався протягом 1964–1992 років.

### Доктор Хто
У 1969 році Джона Пертві було обрано на роль Третього Доктора у серіалі Доктор Хто, яку він перейняв від Патріка Траутона. Пертві був приємно здивований, коли довідався про своє призначення.
До того, як грати Доктора, Пертві не дуже цікавився серіалом, тому його образ трохи не збігався з образами попередніх двох Докторів. На відміну від Вільяма Гартнелла і Патріка Траутона, Пертві зіграв активного, схильного до дій Доктора у фантастичному одязі. Доктор Джона Пертві залишався таким, навіть перебуваючи на Землі та співпрацюючи із UNIT'om. Він грав Доктора протягом п'яти сезонів з 1970 до 1974 року, що на той момент було найбільшим показником (його попередники зіграли по три сезони кожен). Лише його безпосередній наступник Том Бейкер грав Доктора довше — сім сезонів. На початку 1974 року Пертві оголосив, що завершує грати Доктора. Остання його поява відбулася у червні 1974 у серії «Планета павуків».

### Останні роки
Джон Пертві повертався до ролі Доктора у 1983 році у спецепізоді «П'ять Докторів» і у 1993 році в епізоді «Виміри часу». Також він брав участь у різноманітних ток-шоу, куди його запрошували як Володаря Часу.
Наприкінці 1995 року він знявся камео в аматорському сюжеті про пригоди Третього Доктора до початку сьомого сезону серіалу. Це відео ніколи не виходило на VHS чи DVD, але воно стало Великоднім яйцем на диску «Воєнні ігри».
Останньою появою Пертві на екрані стала роль у стрічці «Cilla's Surprise Surprise», яка вийшла 21 квітня 1996 року. У день його смерті вийшла реклама мобільного оператора «Vodafone», в якій він знову з'явився в образі Доктора.